# Sauber C13
O C13 é o modelo da Sauber da temporada de 1994 da Fórmula 1. Condutores: Karl Wendlinger, Heinz-Harald Frentzen, Andrea De Cesaris e JJ Letho. De Cesaris substituiu Wendlinger, que ficou em coma por 3 semanas por causa de um grave acidente nos treinos classificatórios do GP de Mônaco a partir da sexta etapa, o GP do Canadá até o GP da Europa. Lehto substituiu De Cesaris nos dois últimos GPs: Japão e Austrália.

## Resultados[1]
(legenda) 
| Ano  | Chassi | Motor              | Pneus | N° | Pilotos               | 1   | 2   | 3   | 4   | 5   | 6   | 7   | 8   | 9   | 10  | 11  | 12  | 13  | 14  | 15  | 16  | Pontos | Posição |  |
| ---- | ------ | ------------------ | ----- | -- | --------------------- | --- | --- | --- | --- | --- | --- | --- | --- | --- | --- | --- | --- | --- | --- | --- | --- | ------ | ------- |  |
|      |        |                    |       |    |                       |     |     |     |     |     |     |     |     |     |     |     |     |     |     |     |     |        |         |  |
|      |        |                    |       |    |                       | BRA | PAC | SMR | MON | ESP | CAN | FRA | GBR | GER | HUN | BEL | ITA | POR | EUR | JPN | AUS |        |         |  |
| 1994 | C13    | Mercedes 2175B V10 | G     | 29 | Karl Wendlinger       | 6   | Ret | 4   | WD  |     |     |     |     |     |     |     |     |     |     |     |     | 12     | 8º      |  |
| 1994 | C13    | Mercedes 2175B V10 | G     | 29 | Andrea de Cesaris     |     |     |     |     |     | Ret | 6   | Ret | Ret | Ret | Ret | Ret | Ret | Ret |     |     | 12     | 8º      |  |
| 1994 | C13    | Mercedes 2175B V10 | G     | 29 | JJ Lehto              |     |     |     |     |     |     |     |     |     |     |     |     |     |     | Ret | 10  | 12     | 8º      |  |
| 1994 | C13    | Mercedes 2175B V10 | G     | 30 | Heinz-Harald Frentzen | Ret | 5   | 7   | WD  | Ret | Ret | 4   | 7   | Ret | Ret | Ret | Ret | Ret | 6   | 6   | 7   | 12     | 8º      |  |